# 14413 Geiger
För andra betydelser, se Geiger (olika betydelser).
14413 Geiger eller 1991 RT3 är en asteroid i huvudbältet som upptäcktes den 5 september 1991 av de båda tyska astronomen Freimut Börngen och Lutz D. Schmadel vid Tautenburg-observatoriet. Den är uppkallad efter den tyske fysikern Hans Geiger.
Asteroiden har en diameter på ungefär 4 kilometer.